# Ma première nuit
Pour plus de détails, voir Fiche technique et Distribution.
Ma première nuit (La primera noche de mi vida) est un téléfilm franco-espagnol réalisé par Miguel Albaladejo en 1998.

## Synopsis
Après le querelle en couple, le protagoniste fait de l'auto-stop en chemin.

## Fiche technique
- Titre original : La primera noche de mi vida
- Titre français : Ma première nuit
- Réalisation : Miguel Albaladejo
- Scénario : Miguel Albaladejo, Elvira Lindo et Iciar Bollain
- Photographie : Alfonso Sanz
- Montage : Angel Hernandez Zoido
- Musique : Lucio Godoy
- Production : Caroline Benjo et Carole Scotta
- Sociétés de production : La Sept Arte, Haut et Court, Alphaville
- Pays d'origine :  France,  Espagne
- Langue originale : Espagnol
- Durée : 1h05 minutes
- Date de diffusion : 11 décembre 1998 sur Arte

## Distribution
- Leonor Watling : Paloma
- Juanjo Martinez : Manuel
- Carlos Fuentes : Johnny
- Mariola Fuentes : Jasmina
- Adriana Barraza : La mère de Bruno